# Dakota (film, 2022)
A Dakota 2022-es olasz–amerikai családi film, amelyet Johnny Harrington forgatókönyvéből Kirk Harris rendezett. A főbb szerepekben Abbie Cornish, Lola Sultan, Patrick Muldoon, Tim Rozon és William Baldwin látható.
A film 2022. április 1-jén jelent meg. Magyarországon a HBO Max mutatta be 2024. augusztus 17-én.

## Cselekmény
A nemrég megözvegyült Kate Sanders a családja georgiai farmján él lányával, Alexszel. Az élet a farmon kihívást jelent, és a dolgok csak még bonyolultabbá válnak, amikor egy Dakota nevű katonakutya megérkezik a házuk küszöbére, amelyet CJ Malcolm őrmester hoz el nekik, teljesítve Clay Sanders (Kate néhai férje és Alex apja) barátjának és afganisztáni veterán tengerészgyalogos társának ígéretét; ha a háborúban meghal, elhazahozza a családjának az állatot.
Kate megosztja idejét a farm és az önkéntes tűzoltóság irányítása között. Dakota vigyáz a családra, és helyi hőssé válik a város körüli segítségnyújtással. Eközben a helyi seriff ismer egy régi, hosszan tartó titkot; Sandersék farmja értékes. Már régóta próbálja rábírni Kate-et az eladásra, és semmitől sem riad vissza a birtokuk megszerzéséért.
Alex és Dakota segítségével Kate rájön a farm valódi értékeire; mindeközben Dakota megtanítja Alexnek, hogy az embernek a legjobb barát nem más, mint egy kutya.

## Szereplők
| Szerep          | Színész                | Magyar hang    |
| --------------- | ---------------------- | -------------- |
| Alex Sanders    | Lola Sultan            | Vadász Laura   |
| Kate Sanders    | Abbie Cornish          | Sallai Nóra    |
| Danforth seriff | Patrick Muldoon        | Simon Kornél   |
| CJ Malcolm      | Tim Rozon              | Bozsó Péter    |
| Monty Sanders   | William Baldwin        | Kőszegi Ákos   |
| Mike Danforth   | Roberto Davide         | Maday Gábor    |
| Ethan Danforth  | Lorenzo McGovern Zaini | Gyetvai Martin |

### Magyar változat
- Főcím: Bordi András
- Magyar szöveg: Csigás Tünde
- Hangmérnök: Kis Pál, Soltész Márton
- Vágó: Kis Pál
- Gyártásvezető: Farkas Márta
- Szinkronrendező: Nikodém Gerda
- Produkciós vezető: Fodor Eszter

A szinkront a MAHIR Szinkron Kft. készítette el.

## A film készítése
2021 márciusában jelentették be, hogy Lola Sultan és Abbie Cornish szerepet kapott a filmben. Ugyanebben a hónapban William Baldwin és Patrick Muldoon csatlakozott a szereplőgárdához.

## Bemutató
2022 februárjában közölték, hogy a film amerikai forgalmazási jogait a Samuel Goldwyn Films szerezte meg. A film 2022. április 1-jén került a korlátozott számú mozikba. Ezt követően 2022. május 20-án Video on Demand szolgáltatáson keresztül is megjelent.

## Fogadtatás
A Rotten Tomatoes weboldalon 22%-os értékelést kapott 9 kritika alapján. Bradley Gibson a Film Threat-tól 10-ből 7 pontot adott a filmre. Tara McNamara, a Common Sense Media munkatársa 5-ből 2 csillagra értékelte a filmet.